# Journal of Geometric Analysis
Journal of Geometric Analysis is een internationaal, aan collegiale toetsing onderworpen wetenschappelijk tijdschrift op het gebied van de differentiaalmeetkunde en differentiaalvergelijkingen. De naam wordt in literatuurverwijzingen meestal afgekort tot J. Geomet. Anal. Het wordt uitgegeven door Springer Science+Business Media en verschijnt 4 keer per jaar.